# Giovanni Carandente
Giovanni Carandente (Napoli, 30 agosto 1920 – Roma, 7 giugno 2009) è stato un critico d'arte, collezionista d'arte e storico dell'arte, docente, dirigente e giornalista italiano.
(Arturo Carlo Quintavalle)

## Biografia
Di origini modeste, nasce a Napoli da padre cuoco e madre portinaia; rimane orfano di padre a soli otto mesi. Dopo la maturità classica si iscrive all'Università Federico II di Napoli dove segue le lezioni di Giuseppe Toffanin, Ernesto Pontieri, Costanza Lorenzetti e Salvatore Battaglia. Si laurea nel 1944 con una tesi su Mattia Preti a San Pietro a Majella, pubblicata poi sulla rivista Brutium di Alfonso Frangipane. Quindi si trasferisce a Roma per seguire il Corso di perfezionamento in Storia dell'Arte.
Gli inizi della sua carriera si situano nella Roma del primo dopoguerra, alla scuola di eccelsi maestri quali Lionello Venturi, Pietro Toesca, Cesare Brandi, Mario Salmi, Erwin Panofsky e Giulio Carlo Argan.

### Carriera
Carandente si pone al servizio della tutela artistica presso alcune Soprintendenze:
- della Calabria (1946), dove inizia lo studio della scultura del Trecento della regione;
- dell'Abruzzo (1948), dove realizza l'ordinamento del Museo nazionale del Castello a L'Aquila e organizza la Pinacoteca Comunale di Teramo;
- della Sicilia (1951), dove si occupa con Carlo Scarpa dell'allestimento del Museo di Palazzo Abatellis a Palermo e realizza a Messina la mostra su Antonello da Messina e la pittura del '400 in Sicilia.

Nel 1954 a Roma è nominato ispettore del settore mostre presso la Galleria nazionale d'arte moderna e contemporanea dove rimarrà fino al 1960.
All'attività scientifica affianca numerose collaborazioni; nel 1957 partecipa al Primo Congresso in Italia dell'Associazione internazionale dei critici d'arte (AICA) per cui svolge funzioni di Segretario generale.
Nel 1961 lascia la Galleria Nazionale per passare alla Soprintendenza alle Gallerie e alle Opere d'arte medievali e moderne per il Lazio. Diviene direttore della Galleria nazionale d'arte antica di Palazzo Barberini, poi direttore del Museo nazionale di Palazzo Venezia. Contemporaneamente svolge attività di conservazione e divulgazione e dirige i restauri di complessi pittorici di Roma e del Lazio.
Alterna attività critica, espositiva e scientifica. Di questo periodo è la pubblicazione del Dizionario della Scultura moderna (1967), preceduta dai volumi sullo scultore statunitense David Smith (1964) e su Marino Marini (1966).
Si dedica nel 1968 all'insegnamento universitario, diventando docente all'Istituto di Architettura di Reggio Calabria, dove rimane fino al 1975.
Nel 1974 viene nominato Soprintendente del Veneto: divide la sede in istituzionale, a Venezia, e organizzativa per il territorio, a Verona, dove crea un laboratorio di restauro.
Dal 1978 al 1980 è direttore dell'Università Internazionale dell'Arte a Venezia. Dal 1988 al 1992 direttore delle Arti visive della Biennale di Venezia per la quale organizza una mostra all'aperto dal titolo Le Sculture ai giardini (1988). Alcuni degli artisti presenti: Eduardo Chillida, Willem de Kooning, Mimmo Paladino, Lynn Chadwick, Antonio Ievolella, Louise Nevelson.
Cura l'organizzazione, l'allestimento e i cataloghi di numerose mostre tra cui:
- l'antologica di Henry Moore, Firenze (Forte Belvedere, 1972);
- la mostra Picasso: opere dal 1895 al 1971, Venezia, (Palazzo Grassi, 1981);
- la retrospettiva di Alexander Calder, Torino, (Palazzo a Vela, 1983);
- l'esposizione Arte Russa e Sovietica 1870-1930, Torino, (Lingotto, 1989);
- la mostra di Anthony Caro, Roma (Mercati di Traiano, 1992);
- la mostra di Anthony Caro del gruppo "Il Giudizio Universale", Venezia, (1999)
- la mostra ispirata alla musica, Anthony Caro in concerto, Venezia (2000).

Promuove i movimenti e gli autori stranieri più significativi, concentrando l'attenzione anche alla collocazione ed esposizione delle opere, scelte insieme con gli artisti stessi.
Come giornalista è collaboratore fisso del quotidiano Il Tempo con l'incarico di critico di argomenti artistici e teatrali. Nel 1973 scrive per Il Giorno e nel 1983 per La Stampa. Dal 1984 al 1988 collabora con Il Giornale di Indro Montanelli e dal 2002 con il Corriere della Sera.

### Attività internazionale
Grazie a numerose borse di studio, fin da giovane può viaggiare e abitare per periodi più o meno lunghi all'estero: a Parigi, a Bruxelles, nei Paesi Bassi, in Gran Bretagna e negli Stati Uniti, dove, nel 1963, grazie al premio Leader's Grant, rimarrà quattro mesi, avendo così modo di visitare musei, gallerie, università e le maggiori collezioni private.
Il lavoro gli consente di diventare amico dei massimi scultori e pittori del secolo come Marini, Henry Moore, Chagall, Joan Miró, Max Ernst, Calder, Balthus, Lynn Chadwick, Andy Warhol, Alicia Penalba, Renato Guttuso, Giorgio De Chirico, Alberto Burri, Pietro Consagra, i fratelli Basaldella Mirko, Dino e Afro, i fratelli Arnaldo e Giò Pomodoro, Gino Severini, Giuseppe Capogrossi, Carla Accardi, Mario Ceroli così come di grandi architetti, mercanti, direttori di Musei e collezionisti, fra loro: Carlo Scarpa, Renzo Piano, Ieoh Ming Pei, Henry McHilhenny e Peggy Guggenheim.
Carandente diviene noto negli ambienti artistici di Parigi, Berlino, New York e anche in Unione Sovietica, dove conduce tre anni di ricerche nei musei e negli archivi sovietici per una ricostruzione storica delle avanguardie russe; il lavoro culmina nella mostra dell'Arte Russa e sovietica dal 1870 al 1930, organizzata nel 1989 a Torino per conto della FIAT. Sua anche la cura del catalogo.
Durante il periodo di Presidenza di Giuseppe Saragat dal 1964 al 1971 svolge l'incarico di funzionario-accompagnatore ufficiale di Capi di Stato stranieri, per il Cerimoniale diplomatico della Repubblica. In questa veste fa da guida e da interprete a numerosi sovrani e presidenti di tutto il mondo: da Michail Gorbaciov a Nicolae Ceaușescu, dal Maresciallo Tito a François Mitterrand, dalla Regina Elisabetta II al Negus Hailé Selassié, al re Olav V di Norvegia, ai presidenti dell'Austria, Germania, Polonia.
Alla fine del 1988 la Regina Elisabetta lo nomina Commander of the Order of the British Empire per premiare il suo contributo nelle relazioni artistiche fra la Gran Bretagna e l'Italia.

### Carandente a Spoleto
Lo stretto rapporto con Spoleto dura circa cinquant'anni. Nel 1961, dopo alcune mostre organizzate a Roma nella Galleria Nazionale d'Arte Moderna di Jackson Pollock, Kandinskij, Malevič, Mondrian, Amedeo Modigliani, Gino Rossi e dei capolavori del Museo Guggenheim (New York), il Museum of Modern Art di New York lo incarica di organizzare e allestire la mostra Disegni americani moderni nell'ambito del IV Festival dei Due Mondi.
Nel 1962 progetta e cura la mostra Sculture nella città, a cui partecipano 53 scultori di tutto il mondo, tra questi: Arnaldo Pomodoro, Henry Moore, Alexander Calder, Hans Arp, Pietro Consagra, Giacomo Manzù, Marino Marini, Nino Franchina, Kengiro Azuma, Ettore Colla, Leoncillo Leonardi, Franco Garelli, Quinto Ghermandi, Carlo Lorenzetti, Umberto Mastroianni, Luciano Minguzzi, Augusto Perez, Beverly Pepper, Lynn Chadwick, Mirko Basaldella, Ossip Zadkine, Francesco Somaini, Alberto Viani, David Smith e altri.
Alcuni di loro realizzano e donano alla città opere di grande mole, come il Teodelapio di Calder collocato davanti alla stazione ferroviaria di Spoleto, con i suoi 18 metri d'altezza la prima scultura monumentale stabile del mondo.
104 sculture appaiono ovunque, nelle strade e le piazze di Spoleto, durante la V edizione del Festival dei Due Mondi. L'evento, definito leggendario dalla stampa internazionale, si configura come pietra miliare nella Storia della scultura del XX secolo. Per l'occasione Carandente invita il fotografo Ugo Mulas a ritrarre gli artisti durante la realizzazione delle loro opere; l'avvenimento gode quindi di un'ampia documentazione fotografica, che sarà utilizzata trent'anni dopo dallo stesso Carandente nel volume Una città piena di Sculture (1992).
Pietro Consagra scrisse:
(Pietro Consagra, Vita mia, Feltrinelli ed., Milano 1980)
Altre collaborazioni con il Festival dei Due Mondi sono le mostre: Disegni italiani, Undici artisti italiani, Arte canadese, Moore a Spoleto, Balthus: disegni e acquerelli. Ultima collaborazione nel 2008 una mostra su Pino Pascali e Leoncillo Leonardi.
Collabora fino ai suoi ultimi giorni con l'amministrazione comunale di Spoleto in occasione di mostre, convegni e incarichi istituzionali come la presidenza dell'Ente Rocca tenuta dal 1982 al 2001. Nel 2000 la collaborazione viene suggellata con l'ordinamento e l'allestimento del museo che sarà a lui dedicato, Museo Carandente, Palazzo Collicola - Arti visive. In tale occasione dona alla città la propria collezione di opere d'arte, (esposte al piano terra di Palazzo Collicola). Il lascito comprende anche la biblioteca d'arte moderna: circa 30.000 volumi d'arte contemporanea conservati nella biblioteca a lui intitolata.

### Gli ultimi anni

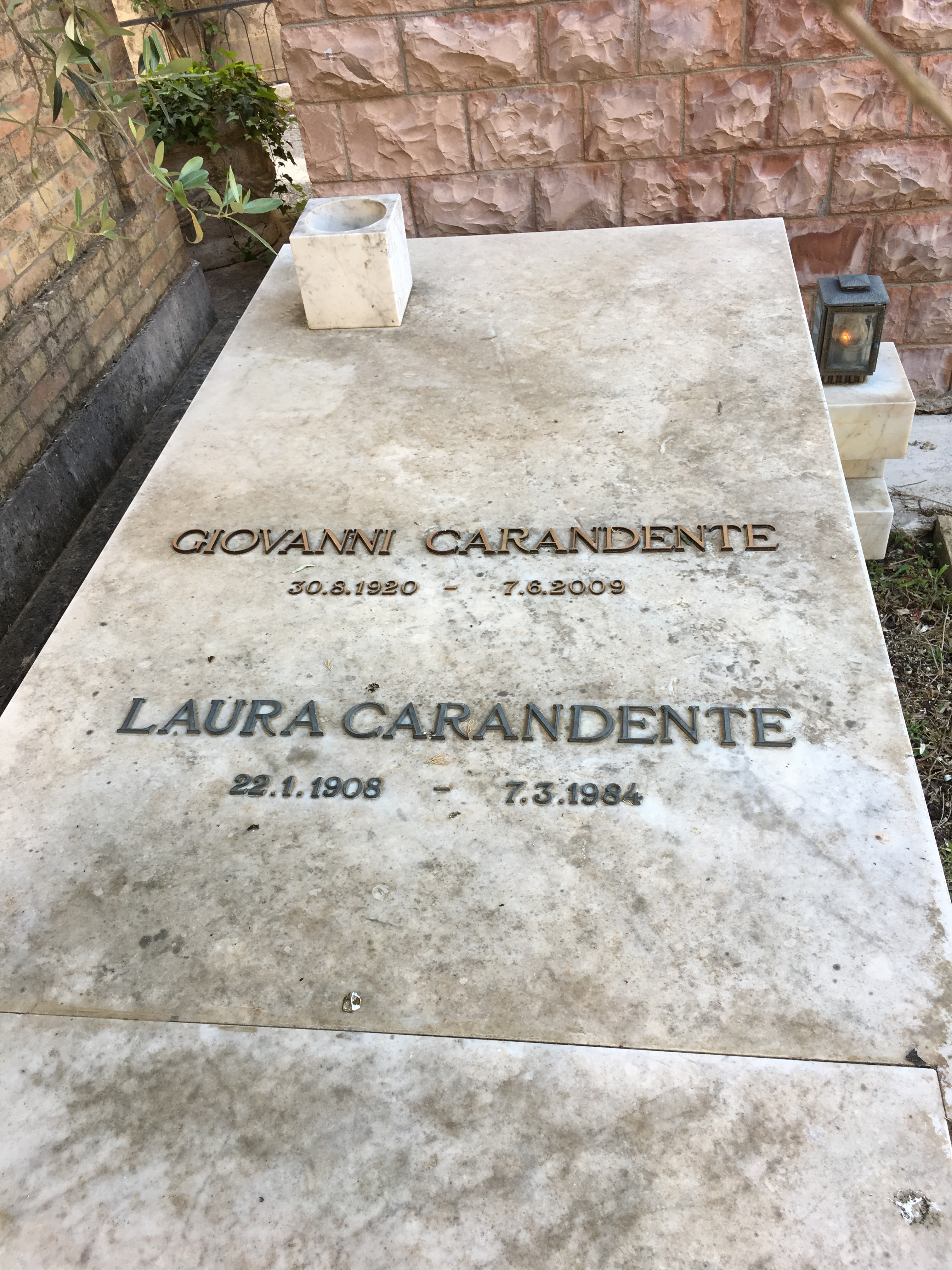

Nonostante la sopraggiunta vecchiaia continua a lavorare alacremente: per Il Corriere della Sera tiene conferenze all'estero; cura il n. 184 di Art e Dossier su Manzù, cui seguirà nel 2004 il fascicolo n. 201 dedicato a Moore. Ritorna ancora su Eduardo Chillida, Alexander Calder, Giuseppe Gallo, David Smith e il fotografo Milton Gendel. Ricorda i quarant'anni di amicizia con Alberto Burri, scrive su Pomodoro, Mark Rothko, Pietro Consagra.
Nel 2008 è la volta di Afranio Metelli e subito dopo di Pino Pascali e Leoncillo nel rinnovato Museo Carandente, Palazzo Collicola - Arti visive.
Nel 2009 cura la mostra antologica di Maurizio Mochetti, prepara l'introduzione al catalogo, ma non potrà essere presente all'inaugurazione il 27 giugno. Due giorni prima di morire lavora alla stesura del testo Calder e l'Italia per il catalogo della mostra romana dedicata all'amico scultore.
Muore a Roma il 7 giugno 2009; viene sepolto al Cimitero monumentale di Spoleto accanto alla sorella Laura, a poca distanza dalla paleocristiana Basilica di San Salvatore.
Viene ricordato non soltanto come storico, critico d'arte e amministratore delle Belle arti, ma anche come promotore e scopritore di talenti.

## Pubblicazioni
Tanti sono i contributi pubblicati sul Bollettino d'Arte (1949, 1953, 1955), sul Bollettino dell'Istituto Centrale del Restauro (1953), nei cataloghi delle Attività della Soprintendenza alle Gallerie del Lazio (1965, 1969, 1972) e nei Quaderni della Soprintendenza ai Beni Artistici e Storici di Venezia (1982).
- 1947 Contributi per la Scultura medioevale in Calabria, in "Calabria nobilissima", n.3, Cosenza
- 1951 Due contributi per la Scultura trecentesca in Calabria, in Belle Arti, Nistri-Lischi, Pisa
- 1953 Antonello da Messina e la Pittura del Quattrocento in Sicilia, catalogo della mostra (in coll. con Giorgio Vigni), Messina, Palazzo Comunale 30 marzo - 30 giugno 1953, Alfieri, Venezia
- 1957 Scultura italiana del 20º secolo, catalogo della mostra (all'aperto), Villa Mazzini, Messina, Editalia, Roma
- 1962 Sculture nella città, in Spoletium: rivista di arte, storia, cultura. Edizioni dell'Accademia spoletina, dicembre 1962
- 1963 I Trionfi del primo Rinascimento, ERI, Roma
- 1966 Mattia Preti a Taverna, Silvana Editoriale, Milano
- 1966 Marino Marini a Palazzo Venezia, De Luca, Roma
- 1966 Degas, Fabbri Editori, Milano
- 1966 Giacomo Serpotta, ERI, Torino
- 1966 Corpora - Opere esposte alla XXXIII Biennale Internazionale d'Arte di Venezia, Edizioni Mediterranee, Roma
- 1967 Dizionario della Scultura moderna (a cura di), Il Saggiatore, Milano
- 1968 Les Primitifs Flamands. Collections d'Italie, I, Sicile, Institut Royal du Patrimoine artistique, Bruxelles
- 1969 Leoncillo, Mostra antologica, Chiostro di S. Nicolò, Spoleto, Ed. Alfa, Bologna
- 1971 Roma. Architecture. Sculpture. Painting. Serie World Culturel Guides, Holt, Rinehart, Wiston, New York, Chicago. San Francisco. Anche ed. francese (Albin Michel, Paris) tedesca (Zurigo e Lucerna) e spagnola (Spagna e America Latina)
- 1971 Arte in Sicilia (Giuseppe Voza per la parte archeologica), Electa, Milano
- 1972 Henry Moore, Catalogo della mostra al Forte Belvedere, Vallecchi, Firenze
- 1972 Omaggio a Henry Moore, Museo Nazionale di Reggio Calabria
- 1973 Pietro Consagra, catalogo della mostra di Palazzo dei Normanni, Palermo e Galleria Civica d'Arte Moderna, Nuovo Sud, Palermo
- 1974 Il Palazzo Doria-Pamphili, Electa, Milano
- 1974 De Gregorio, Edizioni Bora, Bologna
- 1979 Moore a Firenze, catalogo della mostra, Galleria Il Bisonte, Nuove Edizioni Vallecchi, Firenze
- 1980 Émile Gilioli, Stendhal, Milano
- 1981 Picasso. Opere dal 1895 al 1971 dalla collezione Marina Picasso, catalogo della mostra, Venezia Palazzo Grassi, Sansoni, Firenze
- 1982 Balthus: disegni e acquerelli, catalogo della mostra, Palazzo Racani-Arroni di Spoleto, (22 giugno - 31 luglio 1982), Electa, Milano (anche ed. francese e inglese)
- 1983 Calder. Una retrospettiva, catalogo della mostra, Palazzo a Vela di Torino, Electa, Milano
- 1984 Vent'anni di lavoro in Carlo Scarpa, Opera completa, Electa, Milano
- 1989 Arte russa e sovietica 1870-1930, catalogo della mostra, Lingotto, Torino, Fabbri Editori, Milano
- 1990 Afro, The Isabella Raeburn Found, New York
- 1992 Una città piena di Sculture. Spoleto 1962, (foto di Ugo Mulas), Electa Editori Umbri, Perugia ISBN 884354246X
- 1993 Marcel Duchamp in chiaro, Rizzoli, Milano ISBN 881724354X
- 1994 Markus Lüpertz, RCS - Fabbri Editori, Milano
- 1995 Mark di Suvevo a Venezia, catalogo della mostra (Venezia, 11 giugno - 15 ottobre 1995), Charta, Milano, edizione italiana e inglese
- 1996 Teodelapio, Alexander Calder, Charta, Milano
- 1999 Anthony Caro and the XXth Century Sculpture, Museum Würth, Künzelsau
- 1999 Eduardo Chillida (foto David Finn), Poligrafia, Barcellona (anche ed. inglese, francese e tedesca, ed Könemann, Colonia)
- 1999 Marino Marini, Saggio introduttivo al Catalogo ragionato delle Sculture, Skira, Milano
- 2000 Città di Spoleto. Galleria Civica d'Arte Moderna, Spoleto, Nuova Eliografica Editrice, Spoleto
- 2001 Die italienische Transavanguardie in Sammlung Würh. Einblick Ausblick Überblick, (herausgegeben fur die Sammlung Würh durch C. Sylvia Weber, Redaktion, Kirsten Fiege, Sonja Klee, Übersetzum gen, Marina Schneider, Wolfgang Kuck), Künzelsau, vol. 1, Swiridoff
- 2001 Brandi. La critica d'arte in forma di poesia, in Cesare Brandi. Teoria e Esperienza dell'Arte, atti del convegno di Siena, 12 - 14 novembre 1998, Silvana Editoriale, Milano
- 2002 Intervista a Giovanni Carandente, a cura di Alessandro Carandente, in Secondo tempo, libro quattordicesimo, Marcus Edizioni, Napoli
- 2002 Giacomo Manzù, "Art Dossier", n 184, Giunti Editore, Firenze
- 2002 In Chartis Mevaniae. Il Caleidoscopio, catalogo della mostra itinerante Bevagna-Spoleto, Dimensione Grafica, Spello
- 2002 Eduardo Chillida. open-air sculptures, photography D. Finn, reflections on the sculptures by D. Merriam, Ediciones Polìgrafa, Barcellona
- 2002 Alexander Calder, Gouaches, Sculptures, Dessins, Tapis, Lodève, Musée de Lodève, Silvana Editoriale, Milano
- 2004 Henry Moore, "Art Dossier", n. 201, Giunti, Firenze
- 2004 Gallo sculpsit, in Giuseppe Gallo "Percorso amoroso", a cura di Mirta D'Argenzio, SPIN Editore, Spoleto, Galleria Civica d'Arte Moderna, Actar, Barcellona
- 2006 David Smith, Voltri XVII 1962, property of the Georges and Lois de Menil charitable remainder trust, Sale Contemporary Art, Sotheby's, New York
- 2006 Milton Gendel, catalogo della mostra, Galleria Civica d'Arte Moderna, Nuova Eliografica, Spoleto
- 2007 Sculture nella città. Spoleto 1962, Nuova Eliografica, Spoleto ISBN 8887648301
- 2007 Burri: ricordi di un'amicizia, 1948-1988, in Piero Palumbo, Burri una vita, con testimonianze di Lorenza Trucchi, Gino Agnese, Electa, Milano
- 2007 Arnaldo Pomodoro in Analdo Pomodoro. Catalogo ragionato della Scultura, a cura di Flaminio Gualdoni, Skira, vol. 1, Milano
- 2007 Galleria Civica d'Arte Moderna di Spoleto, Electa Editori Umbri Associati, Perugia
- 2007 The Venice Biennale. A Tetrospective: The Directors of Past Editions of the international Art Exhibition Reflect on Their Own Experiences and Look Toward the Future in Where Art World Meet: Multiple Modernities and the Global Salon: La Biennale di Venezia, International Symposium, curated by Robert Storr, Marsilio Editori, Venezia
- 2007 I tre viaggi italiani di Mark Rothko, in Rothko, a cura di Oliver Wick, catalogo della mostra, Skira, Milano
- 2007 Consagra 1976-77, in Pietro Consagra necessità del colore, sculture e dipinti 1964-2000, a cura di Luca Massimo Barbero, Gabriella Di Milia, catalogo della mostra, Verona, Museo di Castelvecchio e Galleria dello Scudo, Skira, Milano
- 2008 Afranio Metelli, Opere 1947-2008, Galleria Civica d'Arte Moderna, Spoleto
- 2008 Calder, Monografie del '900, Electa, Milano ISBN 9788837060664
- 2008 Pascali - Leoncillo: due artisti a confronto, con testi di Livia Velani, Marco Tonelli, catalogo della mostra, Galleria Civica d'Arte Moderna (29 giugno - 5 ottobre 2008) Emaki, Spoleto
- 2009 Maurizio Mochetti - L'uccello azzurro, catalogo della mostra, Galleria Civica d'Arte Moderna (27 giugno - 4 ottobre 2009), Nuova Eliografica, Spoleto
- 2009 Robin Heidi Kennedy. Il Theatre-Cabinet per Jerome Robbins e il ritratto di lui al Naturale, Nuova Eliografica, Spoleto
- 2009 Calder e l'Italia in Alexander S. C. Rower, (a cura di) Calder, catalogo della mostra Alexander Calder. Scultore dell'aria, Palazzo delle Esposizioni (23 ottobre 2009 - 14 febbraio 2010), Federico Motta Editore, Milano (anche edizione inglese)

## Incarichi
- Soprintendente in Calabria, in Abruzzo, in Sicilia e a Roma
- Soprintendente alla Galleria Nazionale d'Arte Moderna
- Soprintendente nel Veneto
- Ispettore del settore mostre alla Galleria Nazionale d'Arte Moderna di Roma
- Direttore della Galleria Nazionale d'Arte Antica di Palazzo Barberini
- Direttore del Museo Nazionale di Palazzo Venezia
- Soprintendente alle Gallerie e alle opere d'arte medievali e moderne per il Lazio
- Soprintendente ai Beni storico artistici del Veneto
- Direttore dell'Università Internazionale dell'arte di Venezia
- Segretario generale dell'Associazione internazionale dei Critici d'Arte
- Direttore delle Arti Visive della Biennale di Venezia nel 1988 e nel 1990
- Direttore Onorario della Galleria Civica d'Arte Moderna di Spoleto (rinominata Museo Carandente, Palazzo Collicola - Arti visive in sua memoria).
- Presidente dell'Ente Rocca di Spoleto

## Curiosità
- Nel 1951 firmò la sua unica regia teatrale, a L'Aquila, una rappresentazione di Piccola città di Thornton Wilder.
- Il giorno dell'uccisione del Presidente degli Stati Uniti, John Fitzgerald Kennedy (22 novembre 1963), Carandente si trovava a San Francisco; sarebbe stato ricevuto alla Casa Bianca solo due settimane più tardi, il 4 dicembre. Sull'episodio scrisse un articolo per Il Giornale di Montanelli.
- Il Sindaco di Firenze Luciano Bausi lo incaricò di organizzare e allestire un Museo d'Arte Moderna a Villa Strozzi al Boschetto; il sindaco successivo revocò l'incarico.
- A Roma visse con la sorella Laura, un'ottima cuoca; le cronache romane parlano dei suoi menù. "Berenice", (al secolo Jolena Baldini), li raccontò in una rubrica sul quotidiano Paese Sera. Sono tanti gli artisti, registi, attori, musicisti, architetti, scrittori stranieri e italiani che gustarono ripetutamente i piatti di Laura, tra loro: Fellini e signora, John Dos Passos e signora, Guttuso e signora, Charles Boyer, Moravia, Piero Sadun, Max Ernst, Balanchine, Massimo Bogianckino e signora, Sophia Loren, ecc.[5]